# Хвіст ластівки (картина)
«Хвіст ла́стівки», або «Без на́зви. Хвіст ла́стівки та віолонче́ль» — картина іспанського художника  Сальвадора Далі із серії «Катастрофи», написана у 1983 році. Зберігається у колекції Театру-музею Далі у Фігерасі.

## Опис
Це остання картина Сальвадора Далі. Він працював над нею в замку Пуболь та застосував у художній практиці теоретичні положення, які раніше висунув Рене Том у своїй книзі «Теорія катастроф». Далі використовує форму віолончелі, надаючи їй скоріше символічну функцію почуття, а не музичного звуку. В останній період творчості Далі віолончель завжди несе у собі якесь сумне послання або ж, як в інших картинах, на неї нападають шухляди. У ній є щось від ранимого людського его, і на цій картині вона включена у зображення хвоста ластівки — за глибиною поетичного змісту це визначальний елемент усіх описань та графічних робіт, що колись виконувалися Далі в контексті теорії катастроф. Таким чином він об'єднує дві дотичні точки — біль та красу.